# Serge Maury
Serge Jean Maury (* 24. Juli 1946 in Bordeaux) ist ein ehemaliger französischer Segler.

## Erfolge
Serge Maury nahm zweimal an Olympischen Spielen in der Bootsklasse Finn-Dinghy teil. Bei den Olympischen Spielen 1972 in München schloss er die Regatta mit 58 Punkten auf dem ersten Platz vor Ilias Chatzipavlis und Wiktor Potapow ab und wurde damit Olympiasieger. Vier Jahre darauf kam er in Montreal nicht über den zehnten Rang hinaus. Bei Weltmeisterschaften gewann er zunächst 1971 in Toronto die Bronzemedaille, ehe ihm zwei Jahre darauf in Brest der Titelgewinn gelang.